# Rajon Rîbnița

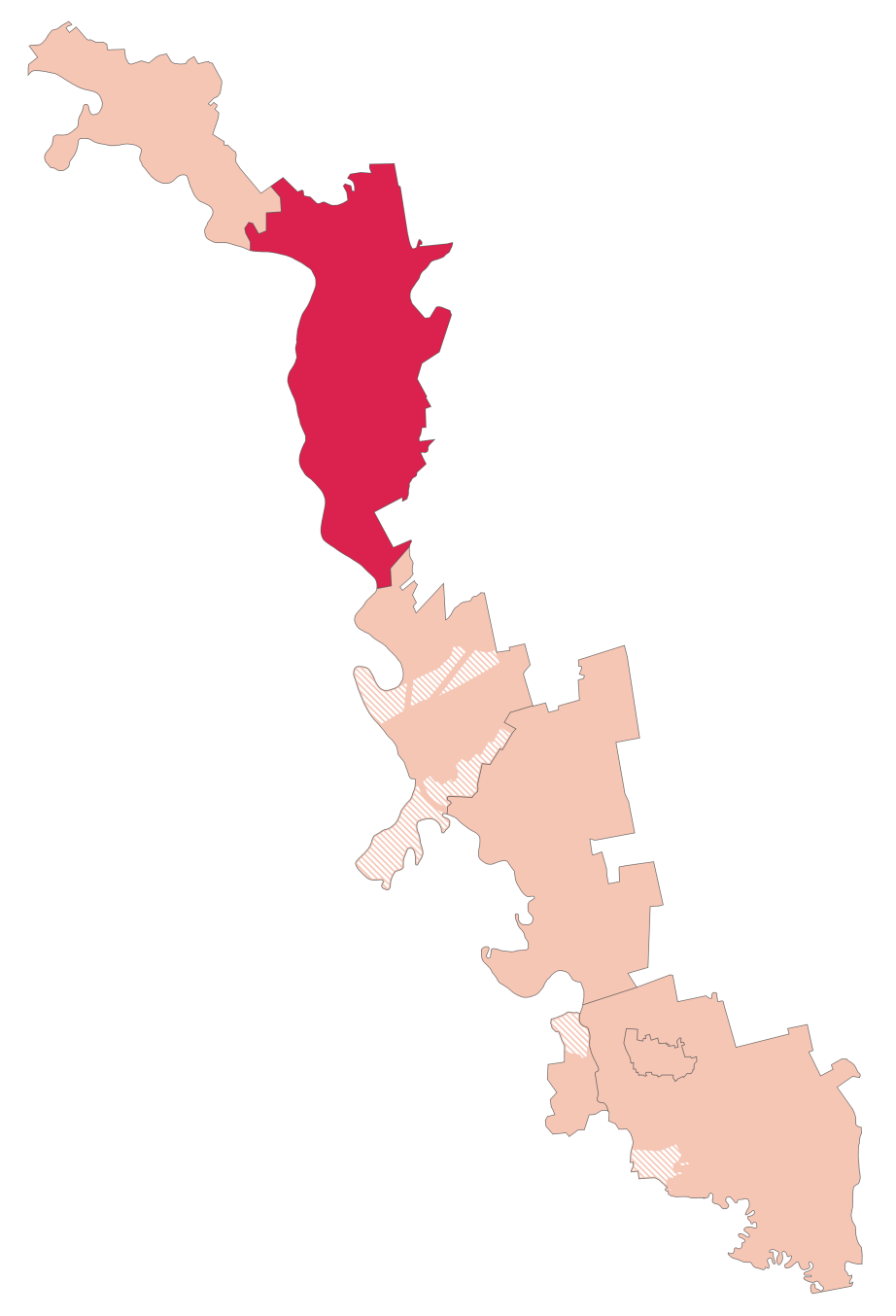
Der Rajon Rîbnița innerhalb Transnistriens

Der Rajon Rîbnița (russisch Рыбницкий район / Rybnizki rajon: rumänisch Raionul Rîbnița) ist einer der fünf Rajone des international nicht anerkannten Staats Transnistrien. 

## Geografie und Bevölkerung
Der Rajon erstreckt sich über eine Fläche von etwa 850 km² und ist überwiegend ländlich geprägt. Er umfasst eine Fläche von 850 km² und besitzt eine Bevölkerungszahl von 72.667 Menschen. Verwaltungshauptstadt ist die Stadt Rîbnița. Die Region ist ländlich geprägt und vergleichsweise dünn besiedelt.
Die Bevölkerung setzte sich 2004 zu 45,4 % aus Ukrainern, zu 29,8 % aus Moldauern, zu 17,2 % aus Russen und zu 0,5 % aus Belarussen zusammen.

## Geschichte
Der Rajon und seine Kreisstadt Rîbnița haben eine lange Geschichte, die bis ins Jahr 1628 zurückreicht, als die Siedlung erstmals als Ruthenisches Dorf Rybnytsia erwähnt wurde. Ursprünglich war das Gebiet Teil des Königreichs Polen, bevor es im Zuge der Zweiten Teilung Polens 1793 an Russland fiel. Im 20. Jahrhundert gehörte es zur Moldauischen Sozialistischen Sowjetrepublik. Seit 1990 steht das Gebiet unter der Kontrolle der abtrünnigen Republik Transnistrien, die international jedoch nicht anerkannt wird.